# Eleocharis grisea
Eleocharis grisea är en halvgräsart som beskrevs av Georg Kükenthal. Eleocharis grisea ingår i släktet småsäv, och familjen halvgräs. Inga underarter finns listade i Catalogue of Life.